# رينولدز وولف
رينولدز وولف (بالإنجليزية: Reynolds Wolf)‏ هو مذيع طقس أمريكي، ولد في 16 مارس 1970 في تشارلوت في الولايات المتحدة.